# 香港男士協會
香港男士協會（Hong Kong Men's Association，簡稱：男協）為香港性別平等服務及倡議組織，成立於2010年。協會關注在社會轉型後，男性被歧視及不平等待遇問題。組織認為推動性別平等，不能僅以婦女的角度講如何改善，而是男、女就需要互相配合才能被推動；但過去社會並未有重視男士可如何轉型，社會亦沒有改變以配合男女關係的改變。協會自2011年多次獲香港平等機會委員會贊助。